# Abroscelis
Abroscelis là một chi bọ cánh cứng trong họ Carabidae.

## Các loài
Chi này gồm các loài:
- Abroscelis anchoralis Chevrolat, 1845
- Abroscelis longipes (Fabricius, 1798)
- Abroscelis maino MacLeay, 1876
- Abroscelis mucronata Jordan, 1894
- Abroscelis psammodroma Chevrolat, 1845
- Abroscelis tenuipes (Dejean, 1826)